# Айрапетян, Карапет Петросович
Карапе́т Петросович Айрапетя́н (арм. Կարապետ Պետրոսի Հայրապետյան; 1942, Ереван — 1997, Ереван) — армянский скрипач. После школы Каро поступил в Ереванскую консерваторию в класс скрипки. Преподаватели отмечали талант студента, обращая внимание, что ему удавались самые сложные рапсодии и пьесы, написанные для смычковых музыкальных инструментов.

## Биография

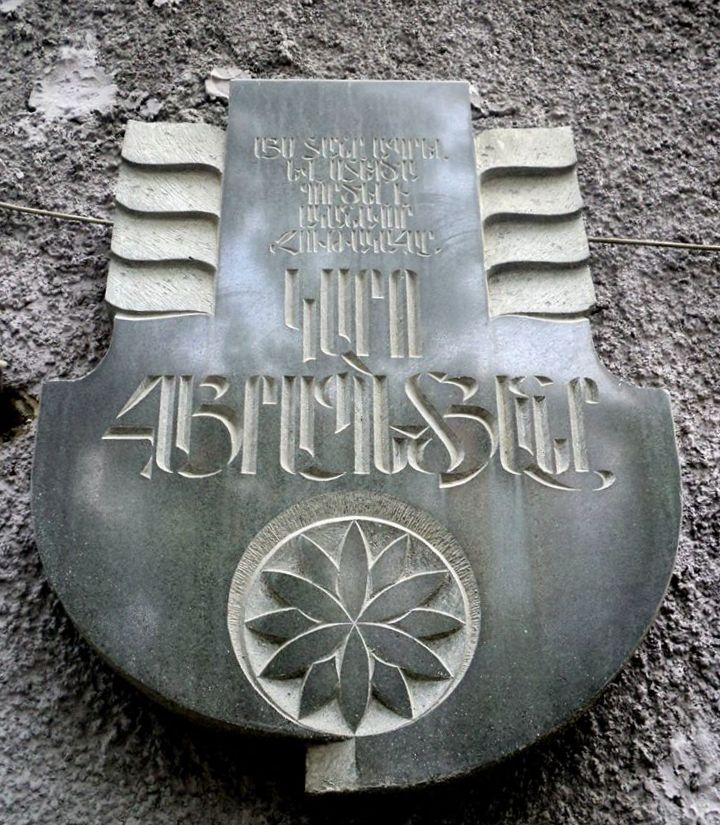
Мемориальная доска в Ереване. Проспект Маштоца

Родители К. Айрапетяна жили в западной Армении (г. Эскишеир). Затем переехали во Францию, где встретились и поженились. В 1935 году — переселились в Армению, где и родился Карапет (Каро) Айрапетян в 1942 году.
Музыкальная одаренность проявилась уже в детстве: Каро играл на многих инструментах. Это привело родителей (особенно после просмотра фильма о скрипаче) к решению отдать сына учиться игре на скрипке. Музыкальное образование Каро получил в Молдавии.
Отец джазмена Ваагна Айрапетяна.

## Дискография
- Альбом «Concert In Armenia» (1990), Pipeline Entertainment[5]
- Альбом «The Magic Bow» (1994), MP3, Hollywood Music Center/Peko Music
- Альбом «Кахардакан джутак» (Волшебная скрипка), 1996 г.
- The Best of Garo Hayrabedian (CD), 1996, Parseghian Records[6]
- Альбом «Memories»[7]
- Альбом «Music palace» (1998)[8]

## Критика
Каро Айрапетян считался одним из ведущих исполнителей стиля рабис (от «рабочее искусство»), манера исполнения Айрапетяна считается «молдавской». Он ввёл скрипку в этот жанр и поднял его до вершин театральной сцены.

## Фильмы
- Снялся в эпизоде художественного фильма «Механика счастья»[10][11]
- Документальный фильм «Соло», 1986 г., студия т/ф «Ереван» Автор сценария и режиссёр А.Аванесов. (Фильм-концерт, посвященный творчеству Карапета Айрапетяна)
- О Карапете Айрапетяне рассказывается в музыкально-литературной передаче Рушана Пилосяна телерадиокомпании «Крым»[12]